# Holeň
Holeň je část kráčivé končetiny živočichů (včetně člověka), mezi kolenem a chodidlem.
U obratlovců se jedná o přední část bérce, jejíž nosnou částí je holenní kost. Ta je napojena na stehno kolenním kloubem a na chodidlo nártem. 
U členovců je to část článkované nohy mezi stehnem (femur) a článkovaným chodidlem (tarsus), jejíž nosnou částí je exoskelet.